# Jan Kalina (hudebník)
Jan Kalina, profesně známý jako Honza Kalina (9. června 1965 Smíchov – 18. srpna 2023 Praha), byl český zpěvák, perkusista, skladatel, výtvarník a příležitostný herec, frontman skupiny Sto zvířat, kterou v roce 1990 založil.

## Životopis
Jan Kalina se narodil 9. června 1965 v Praze. Po základní škole vystudoval střední výtvarnou školu Václava Hollara na pražském Hollarově náměstí. Následně nastoupil na Pedagogickou fakultu Univerzity Karlovy v Praze, kde studoval češtinu a výtvarnou výchovu. V následujících letech působil jako storyboardista a artdirector.
V roce 1990 založil hudební skupinu Sto zvířat. Nejhranějšími žánry skupiny jsou ska a rocksteady. První eponymní LP skupina vydala v roce 1993. Největšího úspěchu se dočkaly desky Ty vole, na základní škole… (2002) a později Nikdy nic nebylo (2004). V roce 2007 vydali album Rozptýlení pro pozůstalé, které si vysloužilo cenu Anděl. Skupina vydala ještě několik desek a v roce 2020 oslavila třicet let existence.
Kromě hudby se věnoval i výtvarné činnosti a herectví. Účinkoval v několika divadelních spolcích a objevil se v různých televizních seriálech, jako například ve dvou dílech seriálu Most!.
S manželkou Evou měl čtyř děti. Dcery Barboru a Adélu, syny Štěpána a Jana.
Jan Kalina zemřel náhle 18. srpna 2023 v Praze ve věku 58 let, po akutních zdravotních problémech. Nové album skupiny s názvem Noční ptáci, bylo vydáno 15. září 2023. Vydání se již nedožil. Poslední rozloučení se konalo 25. srpna ve velké obřadní síni krematoria v Praze-Strašnicích.
Pozici zpěváka po Kalinově smrti zaujal Miroslav Barabáš.

## Diskografie
- Sto zvířat (1993)
- Druhá brada (1996)
- Bambule (1998)
- Krok stranou (1999)
- Ty vole, na základní škole… (2002)
- Nikdy nic nebylo (2004)
- Jste normální? (2006) – živé DVD
- Rozptýlení pro pozůstalé (2007)
- Postelový scény (2009)
- Sto dvacet (2011)
- Hraju na klavír v bordelu (2012)
- Tlustej chlapeček se včelou v kalhotách (2013)
- Ministerstvo mýho nitra (2015)
- Dáma s čápem (2017)
- 30 let testováno na lidech (2020)
- Noční ptáci (2023)

## Filmografie

### Televize
- Pět mrtvých psů (2016)
- Vzteklina (2018) – 1. epizoda
- Rapl (2019) – 1. epizoda
- Most! (2019) – 2. epizody
- Případy 1. oddělení (2022) – 1. epizoda

### Filmy
- Zahradnictví: Nápadník (2017)